# Yugi (Tokyo)
Pour les articles homonymes, voir Yugi (homonymie).
Yugi (由木村, Yugi-mura) est un ancien village du Japon du district de Minamitama ayant existé jusqu'au 1er août 1964, date de son absorption par la ville en pleine expansion de Hachiōji. Le village était parfois orthographié 柚木村.

## Géographie
Yugi est situé à l'extrême sud-est de la ville de Hachioji, au sud de la préfecture, séparé de la frontière avec la préfecture de Kanagawa seulement par la ville de Machida.

### Hydrographie
On y retrouve l'étang de Yanagisawa (柳沢の池), creusé par Hatamoto Yanagisawa (旗本 柳沢), seigneur de Shimoyugi pour l'usage agricole. L'étang daterait de 1830 à 1870.

## Histoire
Le village a été cité dans les poèmes du Man'yōshū sous le nom de Tama no Yokoyama (多摩の横山). 
Le village de Yugi est créé au début de l'ère Edo, puis est divisé en deux sections, Kamiyugi (ja) (上柚木) et Shimoyugi (ja) (下柚木), aujourd'hui des quartiers de la ville de Hachioji. Il était dit que le nom venait du clan Yugi (由木氏), actif dans le parti Yokoyama (ja) de la Période Heian à l'Ère Kamakura. 
L'actuel village de Yugi est établi en 1889 après l'adoption de la loi municipale japonaise de l'organisation municipale en 1888. La création résulte de la fusion des villages de Kamiyugi, Shimoyugi, Yarimizu (ja) (鑓水), Nakayama (ja) (中山), Matsugi (ja) (松木), Osawa (ja) (大沢), Horinouchi (ja) (堀之内), Koshino (ja) (越野), Nakano (中野), Otsuka (ja) (大塚) et Bessho (ja) (別所). Ses villages voisins sont partant du nord, Nanao (ja) (七生), Tama, Tadao (ja) (忠生), Sakai (ja) (堺) et Yui (ja) (由井). Le 1er avril 1893 le district de Minamitama, dans lequel est situé Yugi, passe de la préfecture de Kanagawa à celle de Tokyo. En avril 1955, la ville voisine de Yui est intégrée à la ville de Hachioji. En février 1958, la ville de Machida devient voisine de Yugi en absorbant Tadao et Sakai, tandis que le bourg de Hino absorbe sa voisine nord Nanao. 
Après la récente intégration des villages autour de Yugi, les membres du conseil municipal ont pressé le maire de procéder à une fusion. La ville de Tokyo propose une fusion avec la ville voisine de Tama, que Yugi refuse, ne voyant aucun avantage économique à la fusion de deux villages pauvres. Une partie de la mairie propose donc la fusion avec Hino, au nord, même si Eiji Ishii (石井栄治), conseiller de la partie ouest du village, propose la fusion avec la plus grande ville de Hachioji. Une confrontation entre les deux camps a même entraîné l'arrivée en renforts de 300 policiers. Le conseil tranche finalement pour Hachioji, même si certains comme Ichizo Iwashita (岩下一蔵) avaient proposé la création d'une zone économique centrée autour de Hachioji, une autre autour de Machida, puis cinq villages, dont Yugi, pour renforcer les idées locales. Le 1er août 1964, Yugi est à son tour abolie, absorbée par la ville de Hachioji. Les autres changements territoriaux à Tokyo cette année sont l'élévation de Higashimurayama et Kokubunji au rang de ville.

## Économie
Yugi est souvent reconnue comme la ville pionnière de la culture laitière dans la région du Tama, lorsque l'agriculteur Igusa Hozaburo (井草 甫三郎) y a apporté un veau de la préfecture de Chiba en 1907. Dans les années suivantes, le veau a grandi et a donné naissance à une large portée, en plus d'avoir généré une production plus que suffisante de lait pour la population du village. Igusa a plus tard d'autres vaches de Chiba, de Hokkaido et de la préfecture d'Iwate. Un monument à son hommage est érigé au temple Eirinji à Shimoyugi en 1950. 